# Toksin kolere
Toksin kolere (CTX, Ctx, CT) je proteinski kompleks koji luči bakterija Vibrio cholerae. CTX je odgovoran za masivnu, žitku dijareju koja je karakteristična za infekciju kolere.

## Struktura
Toksin kolere je oligomerni kompleks koji se sastoji od šest proteinskih podjedinica. On sadrži jednu kopiju A podjedinice koja je ima sposobnost enzimatskog dejstva, i pet kopija B podjedinica koje su odgovorne za vezivanje za receptore. Tridimenziona struktura toksina je određena primenom kristalografije X-zraka 1995.
Pet „B“ podjedinica, od kojih svaka teži 12 kDa, formiraju petočlani prsten. „A“ podjedinica se sastoji od dva segmenta. „A1“ porcija lanca (CTA1) je globularni enzim koji dodaje ADP ribozu u G proteine, dok „A2“ lanac (CTA2) formira produženi alfa heliks koji je smešten u centralnoj pori prstena formiranog od „B“ podjedinica.
Ova struktura je slična po obliku, mehanizmu, i sekvenci sa toplotno nestabilnim enterotoksinom koji luče neke vrste bakterije Ešerihije koli.

## Literatura
- Faruque SM; Nair GB (editors). (2008). Vibrio cholerae: Genomics and Molecular Biology. Caister Academic Press. стр. . ]. ISBN 978-1-904455-33-2. [http://www.horizonpress.com/vib.
- Ryan KJ; Ray CG (editors) (2004). Sherris Medical Microbiology (4th изд.). McGraw Hill. стр. 375. ISBN 978-0-8385-8529-0.

## Spoljašnje veze
- Toksin kolere
- Molekul meseca Архивирано на веб-сајту  (11. новембар 2010)
- Cholera+Toxin на 